# Eskihisar, Yatağan
Eskihisar là một xã thuộc huyện Yatağan, tỉnh Muğla, Thổ Nhĩ Kỳ. Dân số thời điểm năm 2011 là 547 người.